# Abayomi
Lena Martins com algumas das bonecas Abayomi de sua autoria

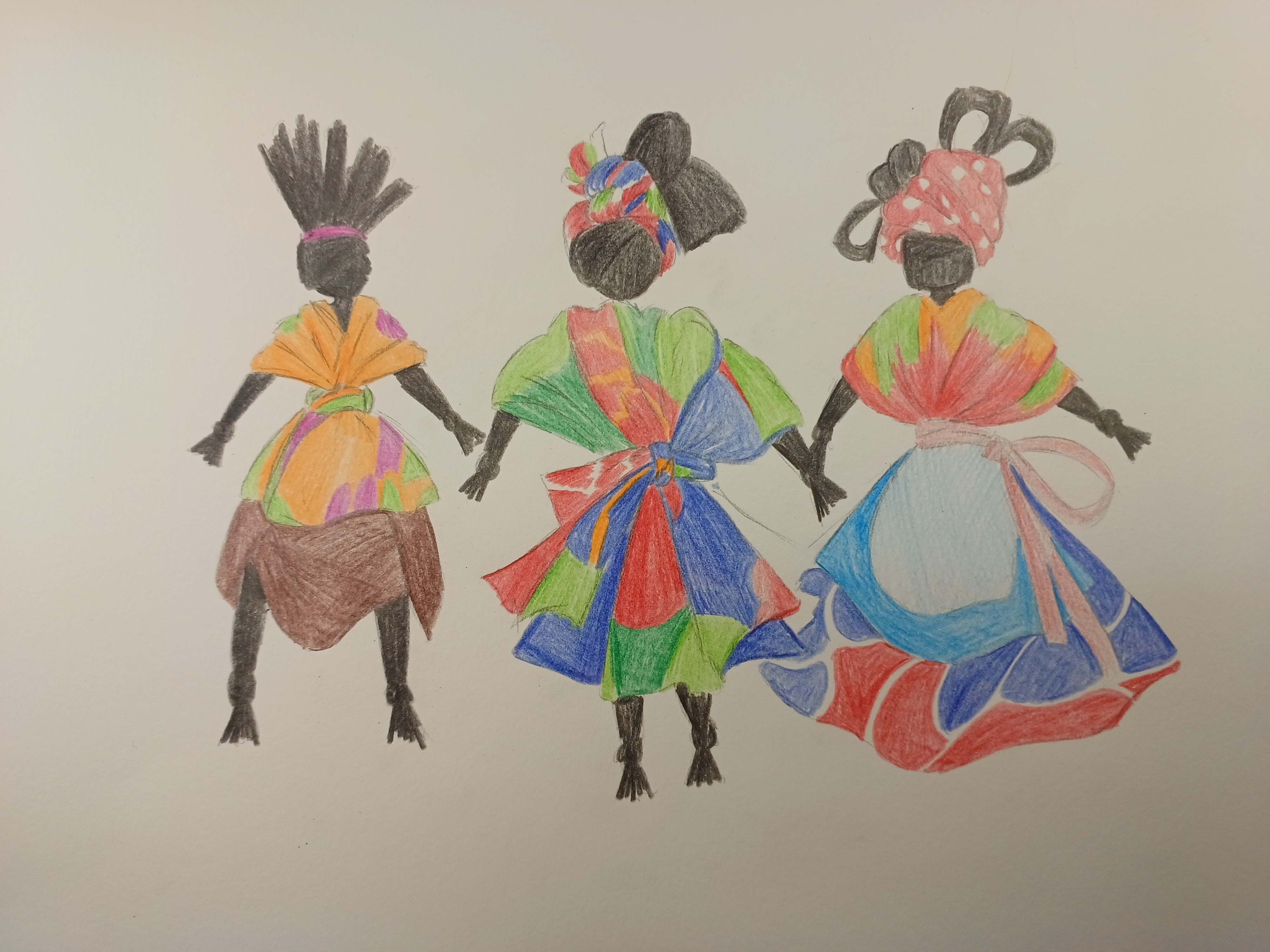
Ilustração das bonecas

As Abayomi são bonecas de pano, criação original de Lena Martins, artista e artesã natural de São Luís do Maranhão. A boneca foi criada na década de 1980, em oficinas que Lena fazia, então, com comunidades do Rio de Janeiro.
Lena Martins era educadora popular e militante do Movimento de Mulheres Negras, que procurava na arte popular um instrumento de conscientização e sociabilização. Nesse contexto, criou em 1987 a boneca sem costura e sem cola, que mais tarde recebeu o nome de Abayomi, dado pela própria Lena por ocasião do nascimento do filho de uma amiga sua, o qual, sendo menina, se chamaria Abayomi. Lena, achou o nome lindo e não quis desperdiçá-lo, dando-o à boneca de sua criação. Logo, outras mulheres, e várias gerações, vindas de vários movimentos sociais e culturais, aprenderam com ela, juntaram-se e fundaram no Rio de Janeiro a Cooperativa Abayomi, em dezembro de 1988, dando continuidade ao trabalho desde então.

## Falsa lenda das bonecas Abayomi

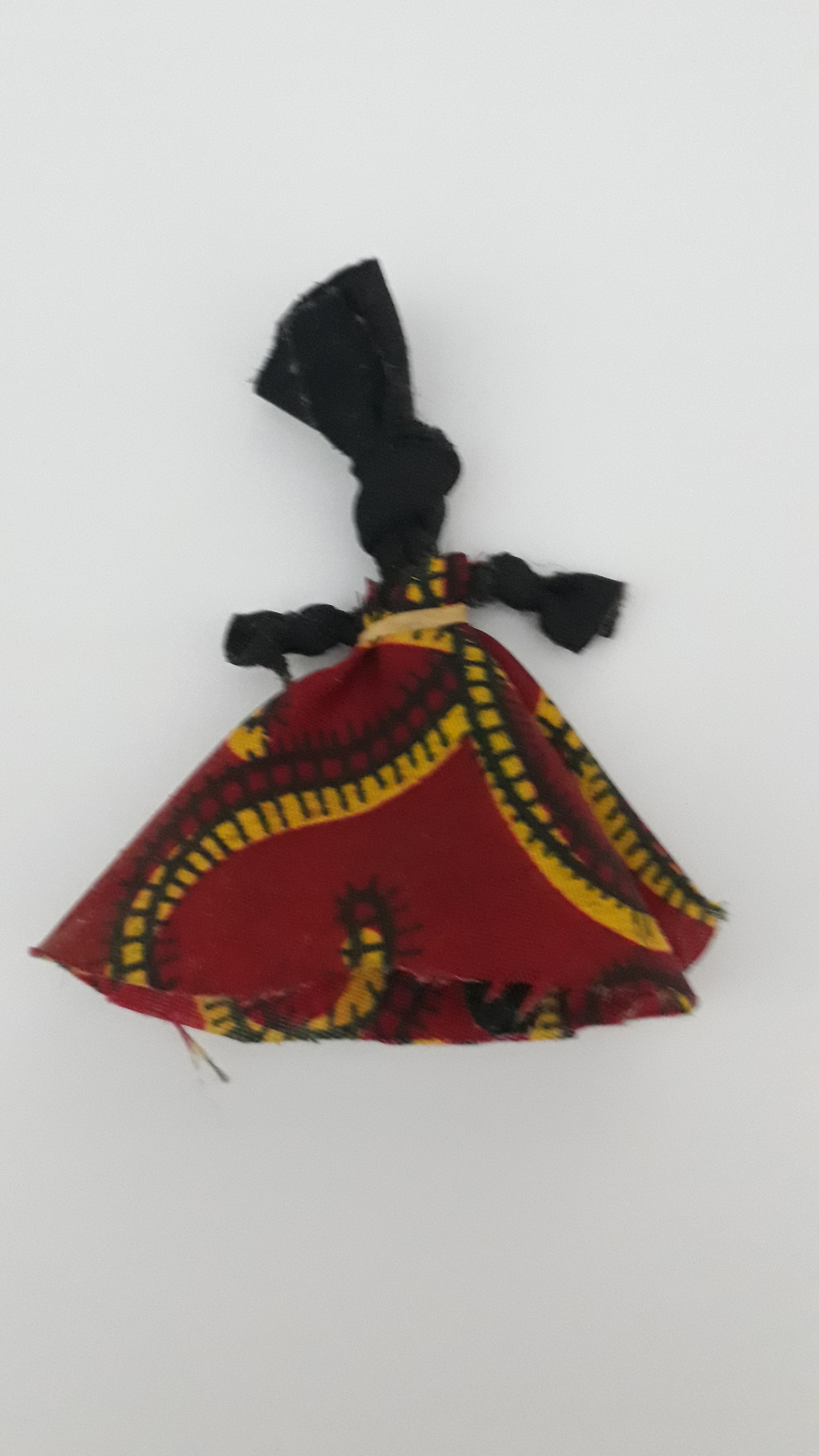
Boneca Abayomi criada no contexto da falsa lenda.

No final dos anos 1990, e sobretudo a partir da década de 2000, as bonecas Abayomi de Lena Martins começaram sendo associadas a uma lenda falsa, fazendo remontar a sua origem à época da escravidão. Segundo a falsa lenda, estas bonecas seriam confeccionadas a bordo de navios negreiros, por mães escravizadas que as fariam para seus filhos com os retalhos de suas roupas, as quais rasgariam à unha na esperança de os acalentar naqueles momentos dolorosos que viviam. Na falsa lenda, as Abayomi aparecem como representantes da resistência, amor de mãe, e proteção, justificando a ausência de traços faciais com um intuito de abarcar todas as etnias trazidas escravas pelos colonizadores, levando a ideais de inclusão, de coletividade e força conjunta.
Não obstante, não só a origem das bonecas é comprovadamente diferente, como não existe qualquer registo ou indício histórico que sustente o relato da falsa lenda. Lena Martins lamenta a apropriação da sua criação artesanal, uma boneca que nasceu livre, pelo relato falsificado da boneca escrava, que apaga a mulher negra brasileira que a criou, a substituindo por um coletivo difuso perdido no passado remoto, no mesmo que propaga uma versão fictícia e romantizada da escravatura e mais uma vez nega aos negros e afrodescendentes brasileiros o direito a ter uma boneca criada por eles e que os represente. Segundo o manifesto publicado pelo Coletivo Abayoni, que dá continuidade à obra de Lena Martins, "tais ideias falsas reforçam o ideal colonial de apagar as autorias do povo negro, apagar nossas resistências, criações e reflexões, nos colocar umas contra as outras. Uma mulher negra que desenvolve esse artesanato genuinamente brasileiro, uma criação tão contundente e eficaz capaz de ganhar o país inteiro, é revolucionário! Deve ser dançado, cantado, comemorado por toda a comunidade e não, como vem sendo feito sistematicamente, apagado e silenciado."
O historiador Marcelo Rezende confirma a ausência de indícios históricos que suportem a versão ligada ao tráfico de escravos, chamando a atenção para o perigo de distorções históricas como esta poderem deslegitimar algumas pautas do movimento negro. Para Rezende, “É importante lutar para o reconhecimento da história e cultura negra como ela realmente é, como parte constituinte da cultura brasileira. Há imensos símbolos ancestrais africanos, pode-se trazê-los e valorizá-los."